# Telamonia mandibulata
Telamonia mandibulata là một loài nhện trong họ Salticidae.
Loài này thuộc chi Telamonia. Telamonia mandibulata được Henry Roughton Hogg miêu tả năm 1915.